# Résidences Dar Saada
Résidences Dar Saada S.A. ist ein marokkanisches Unternehmen mit Sitz in Casablanca. Das Unternehmen ist im Immobilienbereich tätig überwiegend im mittleren Preissegment und sozialen Wohnungsbau. Im Jahr 2014 wurden 5.990 Wohnungen gebaut, im Vergleich zu 896 Wohnungen im Jahr 2009. Es hat Projekte in marokkanischen Städten wie Casablanca, Oujda, Nouaceur, Skhirat, Berrechid, Fès, Tanger, Agadir und Marrakesch abgeschlossen. Es baut sowohl Wohnkomplexe für Privatpersonen als auch Hotels und SPA-Resorts. Zu den Projekten des Unternehmens gehören mittelgroße Wohnungen, Sozialwohnungen, Villen, Grundstücke, Läden und Maisonette-Wohnungen.
Die Familie Berrada Sounni ist Mehrheitseigentümer von Résidences Dar Saada. Sie hält 55 % des Kapitals, marokkanische institutionelle Anleger halten 25 %, der Streubesitz beträgt 20 %.
Die Aktien sind an der Bourse de Casablanca notiert und sowohl Teil des Moroccan All Shares Index (MASI) als auch seit dem 12. November 2024 des MASI 20, dem Index der 20 meistgehandelten Unternehmen.

## Geschichte
Die Geschichte des Unternehmens „Résidences Dar Saada“ ist eng mit der B Group und ihrem Gründer Abdelali Berrada Sounni verbunden. Die Ursprünge der B Group reichen bis ins Jahr 1960 zurück, als die ersten industriellen Aktivitäten aufgenommen wurden. In den 1980er Jahren diversifizierte die Gruppe ihre industriellen Aktivitäten, indem sie mit der Entwicklung und Verwaltung großer Tourismus- und Wohnprojekte begann, zunächst im Luxussegment und dann im Bereich des sozialen Wohnungsbaus, darunter die Projekte Saada Residences in Casablanca und Mohammedia. Anfang 2000 wurde das Engagement der Gruppe zur Unterstützung des sozialen Wohnungsbausektors durch die Gründung des Unternehmens Tafkine Ltd. gestärkt, das 2004 zu Résidences Dar Saada wurde.
Im Jahr 2011 leitete das Unternehmen eine neue Entwicklungsphase ein, indem es marokkanische und ausländische institutionelle Investoren durch eine Kapitalerhöhung von 900 Millionen Dirham in sein Kapital einbezog. Im Dezember 2014 wurde der Börsengang des Unternehmens durchgeführt. Dieser erfolgte durch eine Kapitalerhöhung von 1,13 Mrd. Dirham, was 20 % des Kapitals entsprach. Die durch den Börsengang finanzierten Mittel sind für den Erwerb von Grundstücken in Marokko, die Beschleunigung des Produktionstempos und schließlich für zukünftige Entwicklungen in Afrika bestimmt.